# 漂鳥集
《漂鳥集》（英語：Stray Birds）为孟加拉族詩人泰戈爾的代表诗集，拥有十多种中文譯本。全書共三百餘則詩，歌詠自然界生命的萬般風情，並對於人生的意義、社會的反思賦予深長寓意。全書文辭雋永，擁有足以讓後世留存不朽的魅力。

## 外部連結
- 線上原文書 （页面存档备份，存于）